# Demanda

Curva da Procura (D1 e D2) e Curva da Oferta (S)

Em economia, demanda ou procura  é a quantidade de um bem ou serviço que os consumidores desejam adquirir por um preço definido em um dado mercado, durante um dado período de tempo.
A demanda pode ser interpretada como procura, mas nem sempre como consumo, uma vez que é possível demandar (desejar) e não consumir (adquirir) um bem ou serviço. A quantidade de um bem que os compradores desejam e podem comprar é chamada de quantidade demandada.
A quantidade demandada depende de variáveis que influenciam a escolha do consumidor pela compra ou não de um bem ou serviço: o seu preço, o preço dos outros bens substitutos ou complementares, a renda do consumidor e o gosto ou preferência do indivíduo. Para estudar a influência dessas variáveis, considera-se separadamente a influência de cada uma nas decisões do consumidor (condição ceteris paribus).
Como a demanda é o desejo ou necessidade apoiados pela capacidade e intenção de compra, ela somente ocorre se um consumidor tiver um desejo ou necessidade, se possuir condições financeiras para suprir sua necessidade ou desejo e se ele tiver intenção de satisfazê-los.
Sempre que damos prioridade para o consumo de alguma coisa em detrimento de outra, estamos demonstrando um desejo. O desejo é a maneira específica na qual buscamos a satisfação de nossa necessidade.
A demanda sempre influencia a oferta, ou seja, é a demanda que determina o movimento da oferta. Por isso, para as empresas, além de identificar os desejos e as necessidades de seus consumidores, é muito importante identificar a demanda para um determinado produto ou serviço, pois é ela que vai dizer o quanto se comprará da oferta que a empresa disponibiliza no mercado. Isto é, quem e quantos são os consumidores que irão adquirir o produto ou serviço.

## Função procura
O auxílio da matemática é de grande valia, visto que uma função significa qualquer relação, hipotética ou real, entre variáveis. Na Teoria Econômica a função procura, também chamada de demanda, desempenha um papel muito importante e um conjunto de outras relações fundamentais, como a função de produção, a função oferta e a função de custo.
A função procura é a relação existente entre a procura de um bem ou serviço e os vários fatores determinantes da procura desse mesmo bem ou serviço. Numa linguagem matemática, podemos representar a relação que identifica a função procura pela seguinte equação:
```
Q = -a1PX +a2PS -a3PC +a4EP +a5R +a6POP +a7PUB +a8FE
```

Sendo que:

Q é a quantidade procurada.
Ponderadores:

a1, a2, a3, a4, a5, a6, a7, a8, são as ponderações dos diversos determinantes da procura, chama-se à atenção para o facto dos sinais (+/-) dos ponderadores, que indicam o efeito positivo (+), ou negativo (-), na procura.
Determinantes:

PX  é o preço do bem (-).

PS  é o preço de bens substitutos (+).

PC  é o preço de bens complementares (-).

EP  corresponde às expectativas sobre preços futuros.

R   é o rendimento dos consumidores.

POP corresponde à dimensão do mercado, população (+).

PUB corresponde os gastos em publicidade (+).

FE  são os factores específicos de cada bem, por exemplo, frio no caso da venda de aquecedores.

## Demanda Individual e demanda de mercado
A demanda de mercado (ou demanda agregada ou demanda global) é a soma de todas as demandas individuais, que são a quantidade demandada a cada preço por cada um dos compradores. Por isso, a curva de demanda de um mercado é determinada somando-se horizontalmente as curvas individuais de demanda.

## Elasticidade da Demanda
Para a lei da demanda, coeteris paribus, a quantidade demandada de um bem diminui quando o seu preço aumenta. Graficamente, então, a demanda é quase sempre negativamente inclinada no plano preço e quantidade. As únicas duas exceções são os casos extremos de Demanda Perfeitamente Inelástica e Demanda Perfeitamente Elástica, quando uma variação qualquer no preço resulta, respectivamente, numa variação zero ou infinita da quantidade demandada.

## Função excesso de demanda
A função excesso de demanda mostra a quantidade de cada bem demandada além da sua dotação inicial. 
Em uma economia com um número de consumidores igual a "I" e um número de bens igual a "L", seja
- {\displaystyle \varpi _{i}={\begin{bmatrix}\varpi _{i1}\\\vdots \\\varpi _{iL}\end{bmatrix}}} um vetor dos L bens de um certo consumidor "i" (ou seja, sua dotação inicial).
- {\displaystyle x_{i}\left(p,p\cdot \varpi _{i}\right)={\begin{bmatrix}x_{i1}\\\vdots \\x_{iL}\end{bmatrix}}} é a função demanda walrasiana deste mesmo "i"
- {\displaystyle p={\begin{bmatrix}p_{1}\\\vdots \\p_{L}\end{bmatrix}}} um vetor dos preços dos L bens da economia.

A função excesso de demanda "z" de um consumidor "i", chamada de zi, depende dos preços dos L bens de um mercado e definida da seguinte maneira:
{\displaystyle Z_{i}\left(p\right)=x_{i}\left(p,p*\varpi _{i}\right)-\varpi _{i}}
Ou seja, 
{\displaystyle Z_{i}\left(p\right)={\begin{bmatrix}x_{i1}\\\vdots \\x_{iL}\end{bmatrix}}-{\begin{bmatrix}\varpi _{i1}\\\vdots \\\varpi _{iL}\end{bmatrix}}={\begin{bmatrix}z_{i1}\\\vdots \\z_{iL}\end{bmatrix}}}
Por exemplo, numa economia hipotética com apenas 2 tipos de bens (L=2), banana e maçã, se o consumidor "i" dispõe inicialmente apenas de 1 banana e 1 maçã mas demandou apenas 2 bananas, sua função excesso de demanda será {\displaystyle {\begin{bmatrix}z_{i1}\\z_{i2}\end{bmatrix}}={\begin{bmatrix}2-1\\0-1\end{bmatrix}}={\begin{bmatrix}1\\-1\end{bmatrix}}}. Note neste exemplo que a função excesso de demanda pode assumir valores negativos em um ou mais elementos do vetor. Quando isso acontece, não houve excesso de demanda, e sim "falta": o consumidor tinha o bem mas não o demandou (consumiu).
No agregado da economia, podemos definir a função excesso de demanda agregada (ou demanda de mercado ou demanda global ), da seguinte maneira :
{\displaystyle z\left(p\right)=\sum _{i=1}^{I}Z_{i}\left(p\right)=\sum _{i=1}^{I}x_{i}\left(p,p*\varpi _{i}\right)-\sum _{i=1}^{I}\varpi _{i}}
O domínio desta função é o conjunto dos vetores de preços não-negativos. 

### Propriedades
Pode-se provar que, se 
- o conjunto de alternativas X disponíveis a cada consumidor "i", Xi, estiver contido no quadrante positivo: {\displaystyle X_{i}\subset \mathbb {R} _{+}^{L}}
- as preferências de cada consumidor forem contínuas, estritamente convexas e fortemente monótonas
- a dotação inicial de cada consumidor {\displaystyle \varpi _{i}} for estritamente positiva, ou seja, {\displaystyle \varpi _{i}\gg 0}

Então, a função excesso de demanda agregada {\displaystyle z\left(p\right)} terá as seguintes propriedades:
- {\displaystyle z\left(p\right)} é uma função contínua
- {\displaystyle z\left(p\right)} é homogênea de grau zero
- {\displaystyle p\cdot z\left(p\right)=0\forall p} (lei de Walras)
- Existe um número s tal que {\displaystyle z_{l}\left(p\right)>-s} para cada bem "l" e para todo vetor "p".
- Se a sequência pn converge para um certo vetor "p" que tenha pelos menos um elemento diferente de zero mas algum elemento igual a zero, então algum elemento (o valor máximo) do vetor/função {\displaystyle z\left(p^{n}\right)} converge para o infinito. Em linguagem matemática, isso significa que:

{\displaystyle p^{n}\rightarrow p\Rrightarrow max{\begin{bmatrix}z_{1}\left(p^{n}\right)\\\vdots \\z_{L}\left(p^{n}\right)\end{bmatrix}}\rightarrow \infty }